# ورونا (نیوجرسی)
ورونا (به انگلیسی: Verona) شهری در ایالت نیوجرسی کشور ایالات متحده آمریکا است که جمعیت آن در سرشماری سال ۲۰۱۰ میلادی، ۱۳٬۳۳۲ نفر بوده‌است.